# 陈旗
陈旗（1957年11月—），男，汉族，河南新乡人，中华人民共和国政治人物，曾任民盟中央常委、新疆维吾尔自治区委主委，第十一届全国政协委员。

## 生平
2008年，当选第十一届全国政协常务委员，代表中国民主同盟，分入第五组。2018年1月，当选第十三届全国政协委员。